# Сибила Шарлота Юлиана фон Вюртемберг-Вайлтинген
Сибила Шарлота Юлиана фон Вюртемберг-Вайлтинген (на немски: Sibylle Charlotte Juliane von Württemberg-Weiltingen; * 14 ноември 1690, Вайлтинген; † 30 октомври 1735, Сибиленорт/Щодре в Полша) е херцогиня от Дом Вюртемберг (Линия Вайлтинген) и чрез женитба херцогиня на Вюртемберг-Оелс.

## Биография
Тя е голямата дъщеря на херцог Фридрих Фердинанд фон Вюртемберг-Вайлтинген (1654 – 1705) и съпругата му Елизабет фон Вюртемберг-Монбеляр/Мьомпелгард (1665 – 1726), дъщеря на херцог Георг II фон Вюртемберг-Монбеляр (1626 – 1699) и Анна дьо Колини (1624 – 1680). Сестра е на Хедвиг Фридерика (1691 – 1752), омъжена в Цербст на 8 октомври 1715 г. за княз Йохан Август фон Анхалт-Цербст (1677 – 1742) и се отказва от всички вюртембергски територии, които евентуално ѝ се полагат като наследство.
Сибила Шарлота Юлиана се омъжва на 21 април 1709 г. в Щутгарт за херцог Карл Фридрих II фон Вюртемберг-Оелс (* 7 февруари 1690, Мерзебург; † 14 декември 1761, Оелс/Олешница), син на херцог Кристиан Улрих I фон Вюртемберг-Оелс (1652 – 1704) и втората му съпруга принцеса Сибила Мария фон Саксония-Мерзебург (1667 – 1693). Те нямат деца.
Сибила Шарлота Юлиана умира на 44 години на 30 октомври 1735 г. в Сибиленорт/Щодре, Вроцлавски окръг, Полша. Бароковият дворец Сибиленорт е построен през 1685 – 1692 г. от нейния свекър херцог Кристиан Улрих I фон Вюртемберг-Оелс и го кръщава на втората му съпруга принцеса Сибила Мария фон Саксония-Мерзебург.